# 마틸드 세니에르
마틸드 세녜(프랑스어: Mathilde Seigner, 프랑스어 발음: [sɛɲe], 1968년 1월 17일 ~ )는 프랑스의 배우이다.

## 출연 작품
- 아이 러브 왓 유 두 (1995)
- 내가 사랑하는 남자 (1997)
- 공화당 만세 (1997)
- 비너스 보떼 (1999)
- 잃어버린 시간을 찾아서: 되찾은 시간 (1999)
- 홈타운 블루 (1999)
- 당신의 영원한 친구 해리 (2000)
- 마법사들의 방 (2000)
- 봄을 전하는 제비 (2001)
- 인샬라 디망쉬 (2001)
- 따뜻한 인정 (2001)
- 베티 피셔 앤 아더 스토리즈 (2001)
- 결혼 (2004)
- 투 푸르 플레르 (2005)
- Le courage d'aimer (2005)
- 캠핑 (2006)
- 세 친구들 (2007)
- 댄스 위드 힘 (2007)
- 너의 진실을 깨달아 (2007)
- 트레조르 (2009)
- 블레임 잇 온 맘 (2009)
- 윈느 스멘 수 듀 (에 라 무아티 데 바캉스 스콜레어) (2009)
- 캠핑 2 (2010)
- 마망 (2012)
- 볼링 (2012)
- 더 리스트 오브 마이 디자이어스 (2014)
- 달링 버즈 오브 메이 (2015)
- 마더 (2015)
- 백 투 맘스 (2016)
- 사하라 (2017) - 목소리
- Chacun sa vie (2017)
- 불 & 빌 2 (2017)
- Coexister (2017)
- 시라노, 마이 러브 (2018)
- 이비자 (2019)